# 서부로 (당진시)
서부로(Seobu-ro)는 충청남도 당진시 당진동 행동교차로에서 당진동 탑동교차로를 이어주는 도로이다.

## 주요 경유지
충청남도
- 당진시 (당진동)

## 노선
| 이름            | 접속 노선                       | 소재지        | 소재지        | 비고          |
| 아미로와 직결   | 아미로와 직결                   | 아미로와 직결 | 아미로와 직결 | 아미로와 직결 |
| --------------- | ------------------------------- | ------------- | ------------- | ------------- |
| 행동교차로      | 남부로                          | 당진시        | 당진동        |               |
| 행동교 교차로   | 당진시장남길                    | 당진시        | 당진동        |               |
| 당진3교 교차로  | 당진시장길                      | 당진시        | 당진동        |               |
| 당진2교 교차로  | 당진중앙2로                     | 당진시        | 당진동        |               |
| 당진1교 교차로  | 당진중앙1로 운학길              | 당진시        | 당진동        |               |
| 탑동 교차로     | 국도 제32호선 (서해로) 대호만로 | 당진시        | 당진동        |               |
| 대호만로와 직결 |                                 |               |               |               |

## 주요 시설및 건물
- 당진시보건소 (서부로 56/채운동 1040)
- BBQ 충남당진점 (서부로 175/채운동 250-20)
- 당진채운우편취급국 (서부로 210/채운동 256-3)
- GS25 당진채운점 (서부로 246/채운동 267-4)
- 충청남도당진교육지원청 당진도서관 (서부로 266/채운동 266-3)